# Attila Balázs
Attila Balázs (Budapeste, 27 de setembro de 1989) é um tenista profissional húngaro, Balázs, tem como melhor posição na ATP, de 187°, em simples.